# Kamiumi

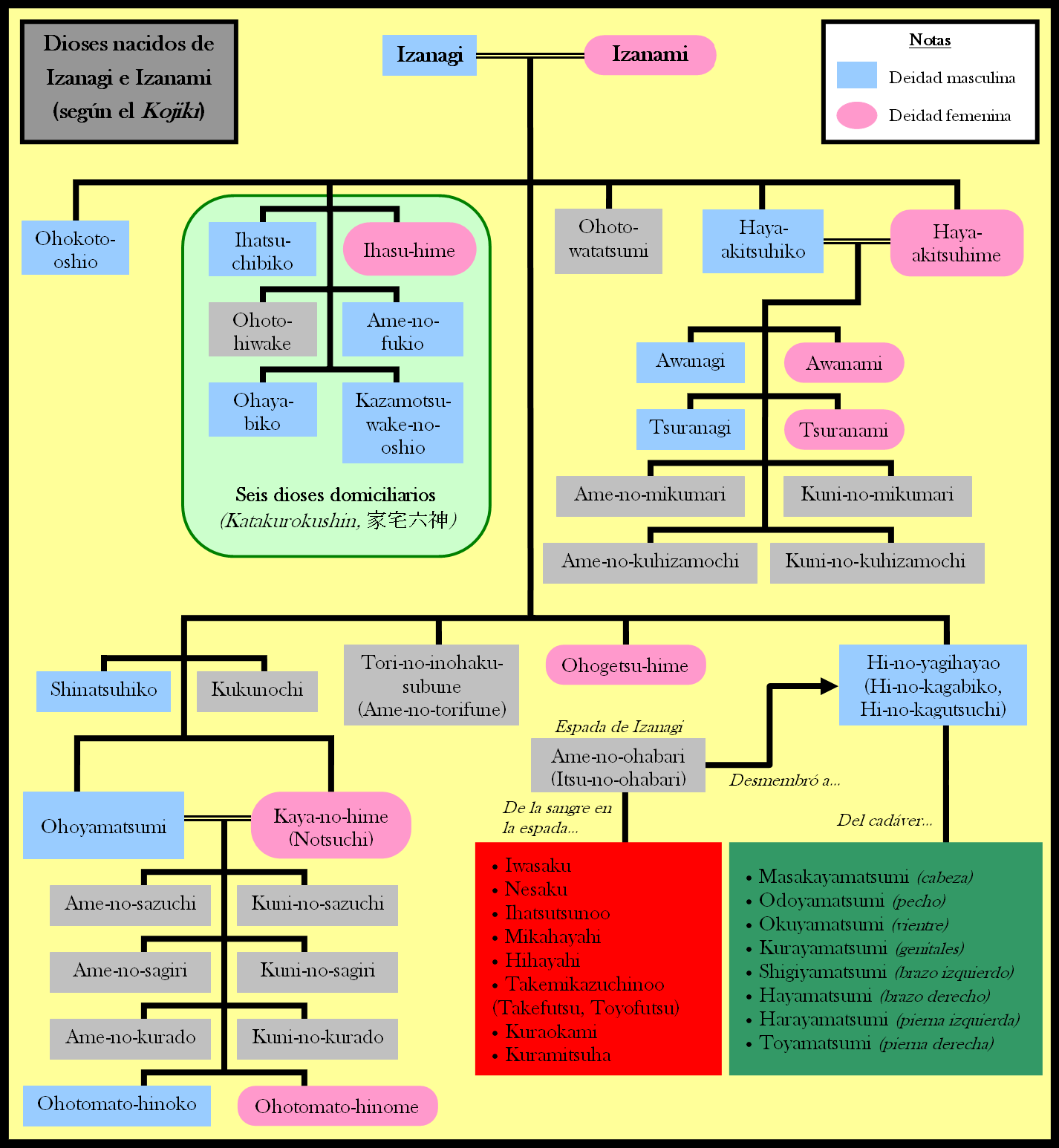
Drzewo genealogiczne według Kojiki

W japońskiej mitologii, moment narodzin bogów (jap. 神産み Kamiumi) następuje po stworzeniu Japonii (Kuniumi) i odnosi się do narodzin kami, potomków Izanami i Izanagiego.

## Historia
Według Kojiki, bogowie narodzili się w wyniku wzajemnych relacji Izanami i Izanagiego oraz działania bóstwa ognia, Kagutsuchi, który przy porodzie spalił genitalia Izanami i śmiertelnie ją ranił. Izanagi, będący świadkiem śmierci ukochanej żony, poćwiartował swoje dziecko, a z jego krwi i odciętych części ciała narodziło się wielu kami. Następnie Izanagi zszedł do krainy ciemności Yomi (świat zmarłych) w poszukiwaniu Izanami. Odnalazł ją, ale gdy okazało się, iż jej ciało jest w stanie rozkładu, a z poszczególnych części ciała rodzą się kolejni bogowie, rzucił się od ucieczki. Będąc już bezpiecznym przystąpił do rytuału oczyszczania (misogi), podczas którego zrodzili się kolejni kami, którzy są najważniejszymi bóstwami shintō: Amaterasu – bogini słońca, Tsukuyomi – bóstwo księżyca oraz Susanoo – bóg mórz.

### Narodziny bogów

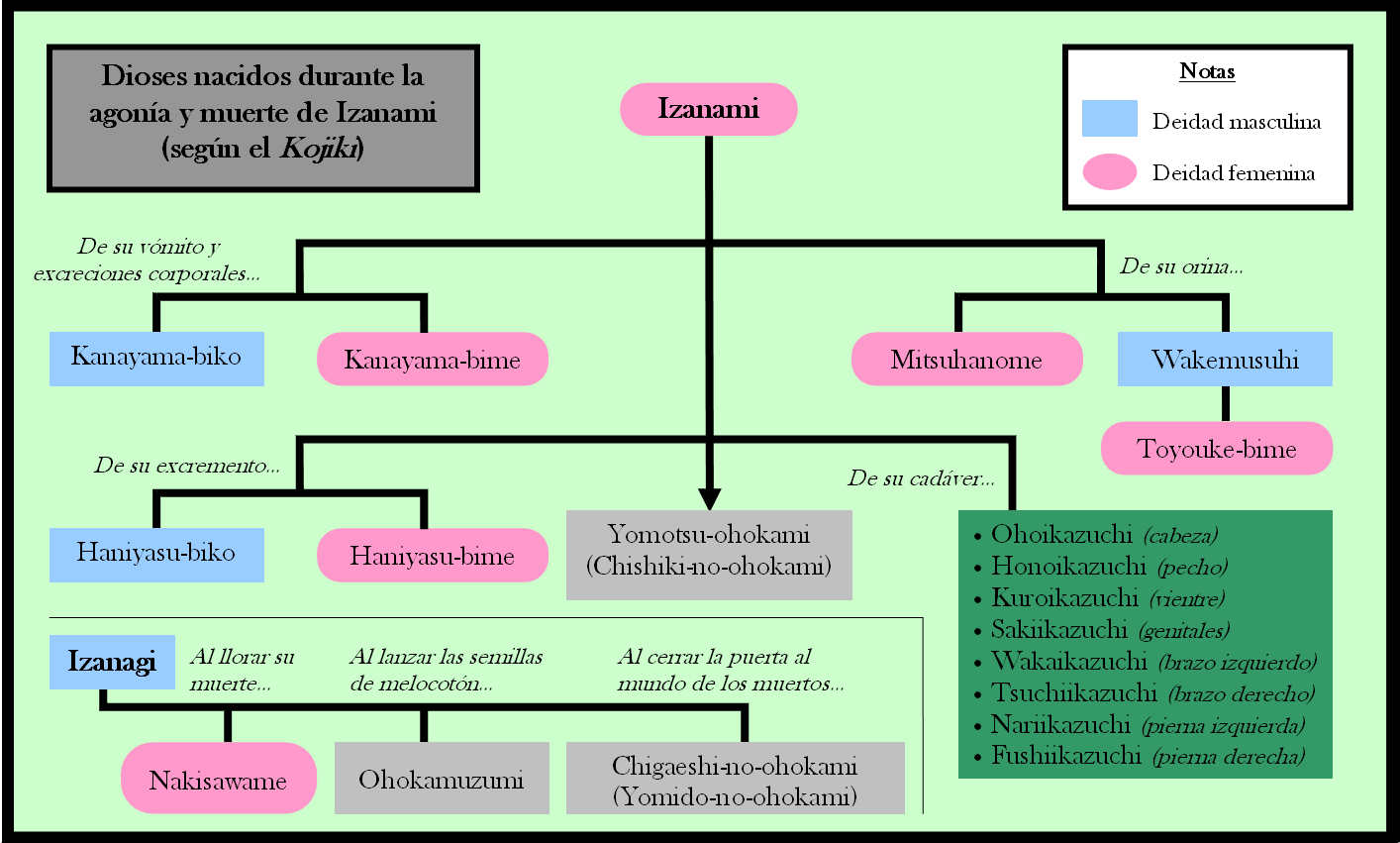
Bogowie zrodzeni podczas agonii i śmierci Izanami

Po utworzeniu ośmiu dużych wysp (Ōyashima) oraz pomniejszych wysp Japonii, Izanagi i Izanami zabrali się za tworzenie bogów, m.in. Katakurokushin (jap. 家宅六神), bóstw wiatru, drzew i łąk, które rodziły się spontanicznie:
1. Ohokotooshio-no-kami (jap. 大事忍男神)
2. Ihatsuchibiko-no-kami (jap. 石土毘古神)
3. Ihasuhime-no-kami (jap. 石巣比売神)
4. Ohotohiwake-no-kami (jap. 大戸日別神)
5. Ame-no-fukio-no-kami (jap. 天之吹男神)
6. Ohoyabiko-no-kami (jap. 大屋毘古神)
7. Kazamotsuwake-no-oshio-no-kami (jap. 風木津別之忍男神)
8. Ohowatatsumi-no-kami (jap. 大綿津見神)
9. Hayaakitsuhiko-no-kami (jap. 速秋津日子神)
10. Hayaakitsuhime-no-kami (jap. 速秋津比売神)
Z relacji między Hayaakitsuhiko i Hayaakitsuhime zrodzili się następujący bogowie[1]:
  1. Ahanagi-no-kami (jap. 沫那藝神)
  2. Ahanami-no-kami (jap. 沫那美神)
  3. Tsuranagi-no-kami (jap. 頬那藝神)
  4. Tsuranami-no-kami (jap. 頬那美神)
  5. Ame-no-mikumari-no-kami (jap. 天之水分神)
  6. Kuni-no-mikumari-no-kami (jap. 国之水分神)
  7. Ame-no-kuhizamochi-no-kami (jap. 天之久比奢母智神)
  8. Kuni-no-kuhizamochi-no-kami (jap. 国之久比奢母智神)
11. Shinatsuhiko-no-kami (jap. 志那都比古神)
12. Kukunochi-no-kami (jap. 久久能智神)
13. Ohoyamatsumi-no-kami (jap. 大山津見神)
14. Kaya-no-hime-no-kami (jap. 鹿屋野比売神), znana jako Nozuchi (jap. 野椎神)
W wyniku relacji między Ohoyamatsumi i Kaya-no-hime zrodzili się następujący bogowie[1]:
  1. Ame-no-sazuchi-no-kami (jap. 天之狭土神)
  2. Kuni-no-sazuchi-no-kami (jap. 国之狭土神)
  3. Ame-no-sagiri-no-kami (jap. 天之狭霧神)
  4. Kuni-no-sagiri-no-kami (jap. 国之狭霧神)
  5. Ame-no-kurado-no-kami (jap. 天之闇戸神)
  6. Kuni-no-kurado-no-kami (jap. 国之闇戸神)
  7. Ohotomatohiko-no-kami (jap. 大戸惑子神)
  8. Ohotomatohime-no-kami (jap. 大戸惑女神)
15. Tori-no-ihakusubune-no-kami (jap. 鳥之石楠船神), znany jako Ame-no-torifune (jap. 天鳥船)
16. Ohogetsuhime-no-kami (jap. 大宜都比売神)
17. Hi-no-yagihayao-no-kami (jap. 火之夜藝速男神), znany jako Hi-no-kagabiko-no-kami (jap. 火之炫毘古神) i Hi-no-kagutsuchi-no-kami (jap. 火之迦具土神)
Podczas porodu Kagutsuchi, genitalia Izanami zostały spalone, a ona została śmiertelnie ranna. W jej agonii, z jej wymiotów, moczu i kału zrodziło się wielu kami[2]:
18. Kanayamabiko-no-kami (jap. 金山毘古神), rodzi się z wymiociny i odchodów Izanami
19. Kanayamabime-no-kami (jap. 金山毘売神), rodzi się z wymiociny i odchodów Izanami
20. Haniyasubiko-no-kami (jap. 波邇夜須毘古神), urodzony z kału Izanami
21. Haniyasubime-no-kami (jap. 波邇夜須毘売神), urodzona z kału Izanami
22. Mitsuhanome-no-kami (jap. 彌都波能売神), rodzi się z moczu z Izanami
23. Wakumusuhi-no-kami (jap. 和久産巣日神), rodzi się z moczu z Izanami
Wakumusuhi miał córkę:
  1. Toyouke-no-kami (jap. 豊宇気毘売神)

### Śmierć Kagutsuchiego
Po śmierci Izanami, Izanagi opłakiwali jej śmierć, a z jego łez zrodziło się bóstwo Nakisawame-no-kami (jap. 泣沢女神). Następnie Izanagi pochował Izanami na Górze Hiba, po czym jego smutek zamienił się w gniew, a on sam postanowił zabić Kagutsuchi za pomocą miecza zwanego Ame-no-ohabari (jap. 天之尾羽张; znanego również jako Itsu-no-ohabari).
Z krwi Kagutsuchiego zrodzili się następujący bogowie:
1. Ihasaku-no-kami (jap. 石折神)
2. Nesaku-no-kami (jap. 根折神)
3. Ihatsutsunoo-no-kami (jap. 石筒之男神)
Bogowie powyżej zrodzili się z krwi, która spadła z końca miecza pomiędzy skały.
4. Mikahayahi-no-kami (jap. 甕速日神)
5. Hihayahi-no-kami (jap. 樋速日神)
6. Takemikagutsuchinoo-no-kami (jap. 建御雷之男神), znany jako Takefutsu-no-kami (jap. 建布都神) lub Toyofutsu-no-kami (jap. 豊布都神)
Bogowie powyżej zrodzili się z krwi, która spadła z ostrza miecza.
7. Kuraokami-no-kami (jap. 闇淤加美神)
8. Kuramitsuha-no-kami (jap. 闇御津羽神)
Bogowie powyżej zrodzili się z krwi, która spadła z rękojeści miecza.

Ponadto, z poćwiartowanego ciała Kagutsuchiego również powstali kami:
1. Masakayamatsumi-no-kami (jap. 正鹿山津見神), z głowy Kagutsuchiego;
2. Odoyamatsumi-no-kami (jap. 淤縢山津見神), z klatki piersiowej;
3. Okuyamatsumi-no-kami (jap. 奥山津見神),  z jamy brzusznej;
4. Kurayamatsumi-no-kami (jap. 闇山津見神), z genitaliów;
5. Shigiyamatsumi-no-kami (jap. 志藝山津見神), z lewego ramienia;
6. Hayamatsumi-no-kami (jap. 羽山津見神), z prawego ramienia;
7. Harayamatsumi-no-kami (jap. 原山津見神), z lewej stopy;
8. Toyamatsumi-no-kami (jap. 戸山津見神), z prawej stopy;

### Kraina Yomi
Izanagi następnie postanowił odnaleźć Izanami, więc udał się do krainy ciemności Yomi. Przekraczając bramy tego świata poznał ją, więc zawołał:

Kraje, które mieliśmy stworzyć nie są jeszcze gotowe. Wróć ze mną !

A Izanami odpowiedziała:

Szkoda, że nie przyszedłeś wcześniej, bo już jadłam w krainie Yomi ! ... jednak postaram się porozumieć z bogami Yomi. Pod żadnym pozorem nie możesz patrzeć na mnie !

Izanami mówiąc to, ruszyła w stronę pałacu bogów Yomi. Jednak, gdy mimo długiego upływu czasu nie wróciła Izanagi zaczął rozpaczać. Nie dotrzymał obietnicy i wkroczył do świata zmarłych, gdzie udało mu się znaleźć Izanami ale ciało jego ukochanej zaczęło gnić, a z jej ciała zrodziło się ośmiu bogów piorunów:
1. Ohoikazuchi (jap. 大雷), z głowy Izanami;
2. Honoikazuchi (jap. 火雷), z jej piersi;
3. Kuroikazuchi (jap. 黒雷), z jej brzucha;
4. Sakuikazuchi (jap. 折雷), z jej narządów płciowych;
5. Wakaikazuchi (jap. 若雷), z jej lewego ramienia;
6. Tsuchiikazuchi (jap. 土雷), z jej prawego ramienia;
7. Naruikazuchi (jap. 鳴雷),  z jej lewej stopy;
8. Fusuikazuchi (jap. 伏雷),  z jej prawej stopy;

Zszokowany Izanagi, postanowił wrócić do domu, ale Izanami zakłopotana swoim wyglądem poleciła Yomotsushikome (jap. 黄泉丑女;  dosł. "Straszna kobieta z krainy ciemności") gonić jej męża. W trakcie ucieczki Izanagi zdjął nakrycie głowy i rzucił nim o ziemię, a ono zamieniło się w kiści winogrona. Yomotsushikome zaczęła je jeść, ale po chwili rzuciła się w pogoń za uciekającym bogiem, który rozbił ząb grzebienia, który nosił w prawym koku i rzucił go na ziemię, a on stał się pędami bambusa, które Yomotsushikome zaczął jeść i umożliwił Izanagiem dalszą ucieczkę.
Izanami postanowiła wysłać w pościg ośmiu bogów piorunów oraz 1500 wojowników Yomi. Izanagi widząc przeciwników, wymachując swoim mieczem o długości 10 tsuka kontynuował ucieczkę, aż dotarł do Yomotsu-hirasaka (jap. 黄泉比良坂), granicy krainy Yomi, gdzie rosły trzy drzewa brzoskwiniowe, którymi rzucił w przeciwników aby uciec.
Izanagi powiedział:

Pomogą wszystkim ludziom, gdy są zmęczeni i mają problemy.

Drzewa te nazywane były Ohokamuzumi-no-mikoto (jap. 意富加牟豆美命).
Wreszcie Izanami dogoniła Izanagiego, który podniósł kamień, którego nawet tysiące ludzi nie mogły poruszyć i zablokował nim wejście. W tym momencie ich oczy spotykały się po raz ostatni.
Izanami powiedziała:

Jeśli będziesz zachowywał się w ten sposób, będę dusić i zabijać tysiąc ludzi z waszej ziemi codziennie !

Izanagi odpowiedział jej:

Jeśli to zrobisz, ja w ciągu jednego dnia będę wywoływał 1500 porodów. Tak więc w ciągu jednego dnia rzeczywiście 1.000 ludzi umrze, ale 1500 będzie się rodzić.

Te słowa tłumaczyły zataczanie się kręgu życia i śmierć człowieka. Z tego samego powodu, Izanami jest również nazywana Yomotsu-ohokami (jap. 黄泉津大神) oraz Chishiki-no-ohokami (jap. 道敷大神). Głaz, który blokuje wejście do świata umarłych znany jest jako Chikaeshi-no-ohokami (jap. 道返之大神) i Yomido-no-ohokami (jap. 黄泉戸大神), jest dzisiaj znany jako nachylenie Ifuya  (jap. 伊赋夜坂) znajdujące się w Izumo, prefekturze Shimane.

### Oczyszczanie Izanagiego

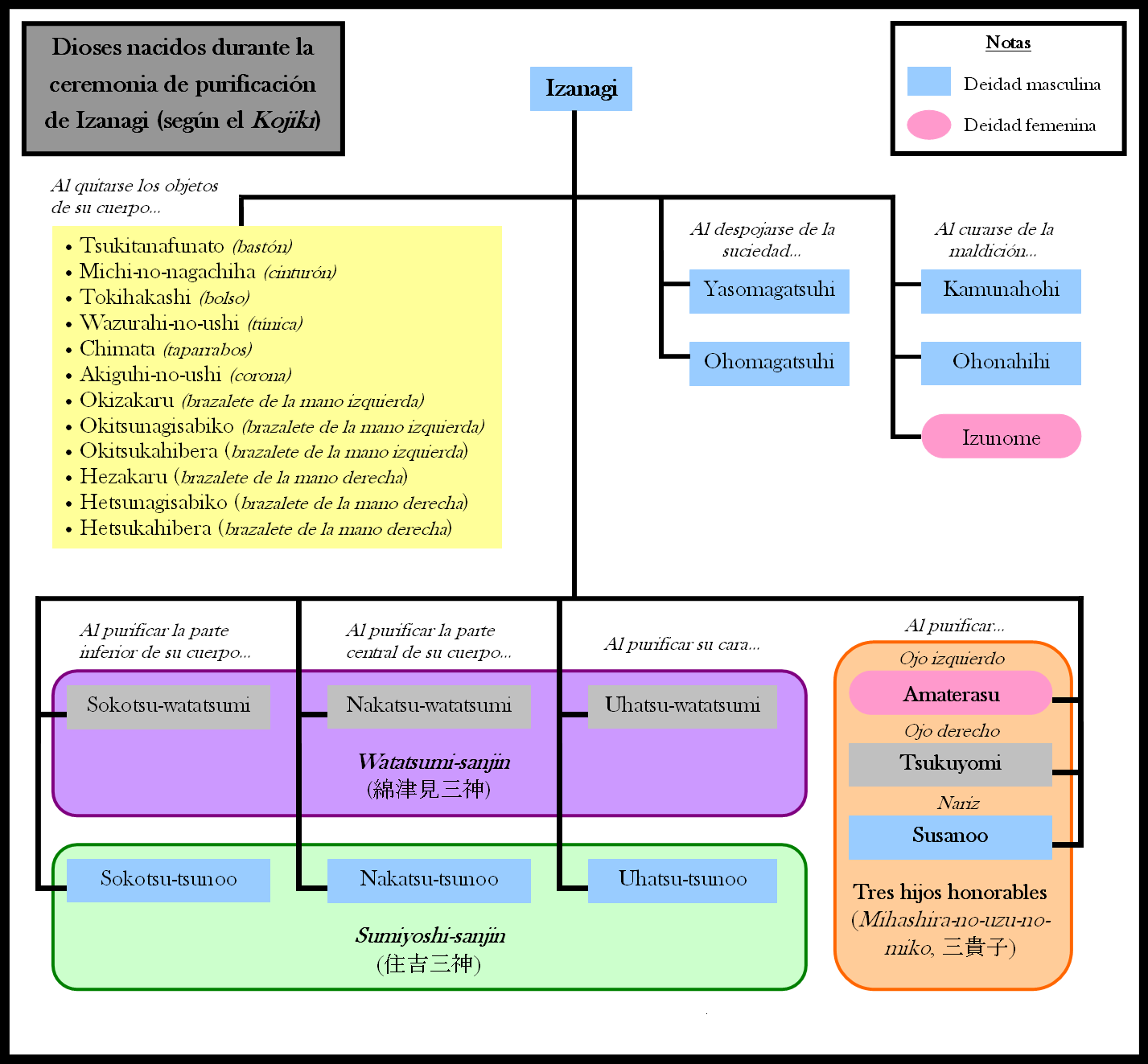
Bogowie zrodzeni podczas kąpieli Izanagiego

Po opuszczeniu krainy Yomi, Izanagi postanowił usunąć wszystkie nieczystości ze swojego ciała przez ceremonię oczyszczenia (misogi) składającej się z kąpieli w rzece Ahakihara w Tachibana no Ono w Tsukushi. Gdy rzucał swoje ubrania i przedmioty na podłogę zrodziło się dwunastu bogów:
1. Tsukitatsufunato-no-kami (jap. 衝立船戸神), z kija;
2. Michi-no-nagachiha-no-kami (jap. 道之長乳歯神), z obi;
3. Tokihakashi-no-kami (jap. 時量師神), z torby;
4. Wazurahinoushi-no-kami (jap. 和豆良比能宇斯能神), z ubrań
5. Michimata-no-kami (jap. 道俣神), z hakamy;
6. Akiguhi-no-ushi-no-kami (jap. 飽咋之宇斯能神), z korony;
7. Okizakaru-no-kami (jap. 奥疎神), z opaski z lewej dłoni;
8. Okitsunagisabiko-no-kami (jap. 奥津那芸佐毘古神), z opaski z lewej dłoni;
9. Okitsukahibera-no-kami (jap. 奥津甲斐弁羅神), z opaski z lewej dłoni;
10. Hezakaru-no-kami (jap. 辺疎神), z opaski z prawej dłoni;
11. Hetsunagisabiko-no-kami (jap. 辺津那芸佐毘古神), z opaski z prawej dłoni;
12. Hetsukahibera-no-kami (jap. 辺津甲斐弁羅神), z opaski z prawej dłoni;

Gdy Izanagi pozbywał się zanieczyszczeń z ziemi Yomi, zrodziło się dwóch bogów:
1. Yasomagatsuhi-no-kami (jap. 八十禍津日神)
2. Ohomagatsuhi-no-kami (jap. 大禍津日神)

Gdy zrzucał z siebie klątwę, zrodziło się trzech bogów:
1. Kamunaobi-no-kami (jap. 神直毘神)
2. Ohonaobi-no-kami (jap. 大直毘神)
3. Izunome (jap. 伊豆能売)

Następnie, podczas mycia wodą dolnych części ciała, zrodziło się dwóch bogów:
1. Sokotsuwatatsumi-no-kami (jap. 底津綿津見神)
2. Sokotsutsunoo-no-kami (jap. 底筒之男神)

Następnie, podczas mycia wodą środkowych części ciała, zrodziło się dwóch bogów:
1. Nakatsuwatatsumi-no-kami (jap. 中津綿津見神)
2. Nakatsutsunoo-no-kami (jap. 中筒之男神)

Ostatecznie, podczas mycia wodą górnych części ciała, zrodziło się dwóch bogów:
1. Uhatsuwatatsumi-no-kami (jap. 上津綿津見神)
2. Uhatsutsunoo-no-kami (jap. 上筒之男神)

Trio Sokotsuwatatsumi, Nakatsuwatatsumi i Uhatsuwatatsumi tworzą grupę bóstw wody zwanych Sanjin Watatsumi. Trio Sokotsutsunoo, Nakatsutsunoo i Uhatsutsunoo tworzą Sumiyoshi Sanjin grupę bóstw rybołówstwa i morza, którym oddaje cześć Sumiyoshi Taisha. 
W ostatnim etapie ceremonii oczyszczenia, Izanagi obmył swoje lewe oko, dzięki czemu powstała Amaterasu Ohomikami (jap. 天照大御神), gdy mył prawe oko zrodził się Tsukuyomi-no-Mikoto (jap. 月読命), a gdy mył nos powstał, Takehayasusanoo-no-Mikoto (jap. 建速须佐之男命).
Troje bogów zwanych Mihashira-no-Uzu-no-Miko (jap. 三贵子; dosł. "Troje Szlachetnych Dzieci"), dostało poszczególne sfery do zarządzania. Amaterasu otrzymała prawo do rządzenia Wysoką Równiną Niebios i naszyjnik z klejnotów o nazwie Mikuratanano-no-kami (jap. 御仓板挙之神), Tsukuyomi jest uprawniony do rządzenia nocą, a Takehayasusanoo jest panem mórz.